# Vuelta a Andalucía 2013
La 59ª edición de la Vuelta a Andalucía (oficialmente: Vuelta a Andalucía-Ruta Ciclista Del Sol) se disputó entre el 17 y el 20 de febrero de 2013 con un recorrido de 543,3 km repartidos en un prólogo y 3 etapas, con inicio en San Fernando (Cádiz) y final en Rincón de la Victoria.
Debido a una reducción del presupuesto debido a la crisis económica y la dificultad para encontrar apoyo a la carrera se la eliminó una etapa quedándose en 3 etapas más el prólogo, manteniendo, como viene siendo habitual desde la creación de los Circuitos Continentales UCI en 2005, su categoría 2.1 dentro del UCI Europe Tour 2012-2013.
Participaron 18 equipos. Los 2 equipos españoles de categoría UCI ProTeam (Euskaltel Euskadi y Movistar Team); el único de categoría Profesional Continental (Caja Rural); y 1 de categoría Continental (Burgos BH-Castilla y León). En cuanto a representación extranjera, estuvieron 14 equipos: los ProTeam del Team Argos-Shimano, Blanco Pro Cycling Team, Garmin Sharp, Lotto Belisol y Vacansoleil-DCM Pro Cycling Team; los Profesionales Continentales del Katusha (que aún no había sido ascendido a categoría ProTeam), Accent Jobs-Wanty, CCC Polsat Polkowice, Cofidis, Solutions Crédits, Team NetApp-Endura, Sojasun, Topsport Vlaanderen-Baloise; y el Continental belga del Colba-Superano Ham. Formando así un pelotón de 126 ciclistas, con 7 corredores cada equipo, de los que acabaron 108.
El ganador final fue Alejandro Valverde (quien además se hizo con dos etapas y con las clasificaciones de los puntos y del primer español). Le acompañaron en el podio Jurgen Van den Broeck (vencedor de la clasificación de la combinada) y Bauke Mollema, respectivamente.
En las otras clasificaciones secundarias se impusieron Tom Dumoulin (montaña), Lluís Mas (metas volantes), Movistar (equipos) y Javier Moreno (primer andaluz). También destacó Jonathan Hivert ganador de las otras dos etapas.

## Etapas
| Etapa   | Fecha         | Recorrido                    | km      | Ganador            | Líder              |
| ------- | ------------- | ---------------------------- | ------- | ------------------ | ------------------ |
| Prólogo | 17 de febrero | San Fernando-San Fernando    | 6 (CRI) | Alejandro Valverde | Alejandro Valverde |
| 1ª      | 18 de febrero | San Fernando-Ubrique         | 163,9   | Jonathan Hivert    | Alejandro Valverde |
| 2ª      | 19 de febrero | Trebujena-Montilla           | 190,7   | Jonathan Hivert    | Alejandro Valverde |
| 3ª      | 20 de febrero | Lucena-Rincón de la Victoria | 182,7   | Alejandro Valverde | Alejandro Valverde |

## Clasificaciones finales

### Clasificación general
| Posición | Ciclista              | Equipo                      | Tiempo           |
| -------- | --------------------- | --------------------------- | ---------------- |
|          | Alejandro Valverde    | Movistar                    | 13 h 47 min 27 s |
| 2        | Jurgen Van den Broeck | Lotto Belisol               | a 7 s            |
| 3        | Bauke Mollema         | Blanco                      | a 11 s           |
| 4        | Simon Špilak          | Katusha                     | a 12 s           |
| 5        | Bart De Clercq        | Lotto Belisol               | a 17 s           |
| 6        | Jakob Fuglsang        | Astana                      | a 19 s           |
| 7        | Nairo Quintana        | Movistar                    | a 24 s           |
| 8        | Sander Armée          | Topsport Vlaanderen-Baloise | a 30 s           |
| 9        | Davide Rebellin       | CCC Polsat Polkowice        | a 30 s           |
| 10       | Dani Navarro          | Cofidis, Solutions Crédits  | a 38 s           |

### Clasificación por puntos
| Posición | Ciclista              | Equipo        | Puntos |
| -------- | --------------------- | ------------- | ------ |
|          | Alejandro Valverde    | Movistar      | 70     |
| 2        | Jonathan Hivert       | Sojasun       | 50     |
| 3        | Bauke Mollema         | Blanco        | 48     |
| 4        | Jurgen Van den Broeck | Lotto Belisol | 42     |
| 5        | Simon Špilak          | Katusha       | 41     |

### Clasificación de la montaña
| Posición | Ciclista        | Equipo                     | Puntos |
| -------- | --------------- | -------------------------- | ------ |
|          | Tom Dumoulin    | Argos-Shimano              | 33     |
| 2        | Luis Ángel Maté | Cofidis, Solutions Crédits | 32     |
| 3        | Stef Clement    | Blanco                     | 26     |
| 4        | Nairo Quintana  | Movistar                   | 14     |
| 5        | Bart De Clercq  | Lotto Belisol              | 14     |

### Clasificación de las metas volantes
| Posición | Ciclista            | Equipo                    | Puntos |
| -------- | ------------------- | ------------------------- | ------ |
|          | Lluís Mas           | Burgos BH-Castilla y León | 9      |
| 2        | Tom Dumoulin        | Argos-Shimano             | 5      |
| 3        | Stef Clement        | Blanco                    | 5      |
| 4        | Jakob Fuglsang      | Astana                    | 3      |
| 5        | Clément Lhotellerie | Colba-Superano Ham        | 3      |

### Clasificación por equipos
| Posición | Equipo                     | Tiempo           |
| -------- | -------------------------- | ---------------- |
|          | Movistar                   | 41 h 23 min 21 s |
| 2        | Lotto Belisol              | a 2 min 18 s     |
| 3        | Euskaltel Euskadi          | a 3 min 31 s     |
| 4        | Astana                     | a 5 min 18 s     |
| 5        | Cofidis, Solutions Crédits | a 5 min 59 s     |

### Clasificación de la combinada
| Posición | Ciclista              | Equipo        | Puntos |
| -------- | --------------------- | ------------- | ------ |
| 1        | Jurgen Van den Broeck | Lotto Belisol | 12     |
| 2        | Bauke Mollema         | Blanco        | 15     |
| 3        | Bart De Clercq        | Lotto Belisol | 20     |
| 4        | Alejandro Valverde    | Movistar      | 23     |
| 5        | Nairo Quintana        | Movistar      | 26     |

### Primer andaluz
| Posición | Ciclista         | Equipo                     | Tiempo           |
| -------- | ---------------- | -------------------------- | ---------------- |
| 1        | Javier Moreno    | Movistar                   | 13 h 48 min 08 s |
| 2        | Luis Ángel Maté  | Cofidis, Solutions Crédits | a 1 min 52 s     |
| 3        | Juan José Lobato | Euskaltel Euskadi          | a 29 min 46 s    |

### Primer español
| Posición | Ciclista           | Equipo                     | Tiempo           |
| -------- | ------------------ | -------------------------- | ---------------- |
| 1        | Alejandro Valverde | Movistar                   | 13 h 47 min 27 s |
| 2        | Dani Navarro       | Cofidis, Solutions Crédits | a 38 s           |
| 3        | Javier Moreno      | Movistar                   | a 41 s           |

## Evolución de las clasificaciones
| Etapa (Vencedor)                   | Clasificación general | Clasificación por puntos | Clasificación de la montaña | Clasificación de las metas volantes | Clasificación por equipos | Clasificación de la combinada | Primer andaluz  | Primer español     |
| ---------------------------------- | --------------------- | ------------------------ | --------------------------- | ----------------------------------- | ------------------------- | ----------------------------- | --------------- | ------------------ |
| Prólogo (CRI) (Alejandro Valverde) | Alejandro Valverde    | Alejandro Valverde       | no se entregó               | no se entregó                       | Katusha                   | Alejandro Valverde            | Javier Moreno   | Alejandro Valverde |
| Etapa 1 (Jonathan Hivert)          | Alejandro Valverde    | Alejandro Valverde       | Nairo Quintana              | Jakob Fuglsang                      | Movistar                  | Jurgen Van den Broeck         | Luis Ángel Maté | Alejandro Valverde |
| Etapa 2 (Jonathan Hivert)          | Alejandro Valverde    | Jonathan Hivert          | Luis Ángel Maté             | Lluís Mas                           | Movistar                  | Jurgen Van den Broeck         | Luis Ángel Maté | Alejandro Valverde |
| Etapa 3 (Alejandro Valverde)       | Alejandro Valverde    | Alejandro Valverde       | Tom Dumoulin                | Lluís Mas                           | Movistar                  | Jurgen Van den Broeck         | Javier Moreno   | Alejandro Valverde |
| Final                              | Alejandro Valverde    | Alejandro Valverde       | Tom Dumoulin                | Lluís Mas                           | Movistar                  | Jurgen Van den Broeck         | Javier Moreno   | Alejandro Valverde |